# Лінія А (Рим)
Лінія А (італ. Linea A) — одна з ліній Римського метрополітену. Пересадка на лінію Бі на станції Терміні. Перетинає місто з північного заходу на південний схід та має 27 станцій. Кінцеві — «Баттістіні» та «Ананьїна». Лінія позначається помаранчевим кольором. 

## Історія
Проектування було розпочато в 1959, лінія планувалася перпендикулярної до вже існуючої лінії Бі. Роботи над лінією продовжилися в 1964 в районі Тусколана, але слабка організація робіт викликала ряд затримок. Спочатку запропонований метод будівництва створив проблеми для руху наземного транспорту на південному сході міста. Робота відновилася знову через п'ять років вже з використанням тунелів, які дозволили вирішити транспортні проблеми, але викликали хвилю протестів, пов'язаних з коливаннями, викликаними роботою бурильних машин. Робота також часто переривалася в зв'язку з археологічними розкопками, особливо в районі площі Республіки. У лад лінія вступила в лютому 1980. Наприкінці 1990-х вона була розширена до станції «Баттістіні». 

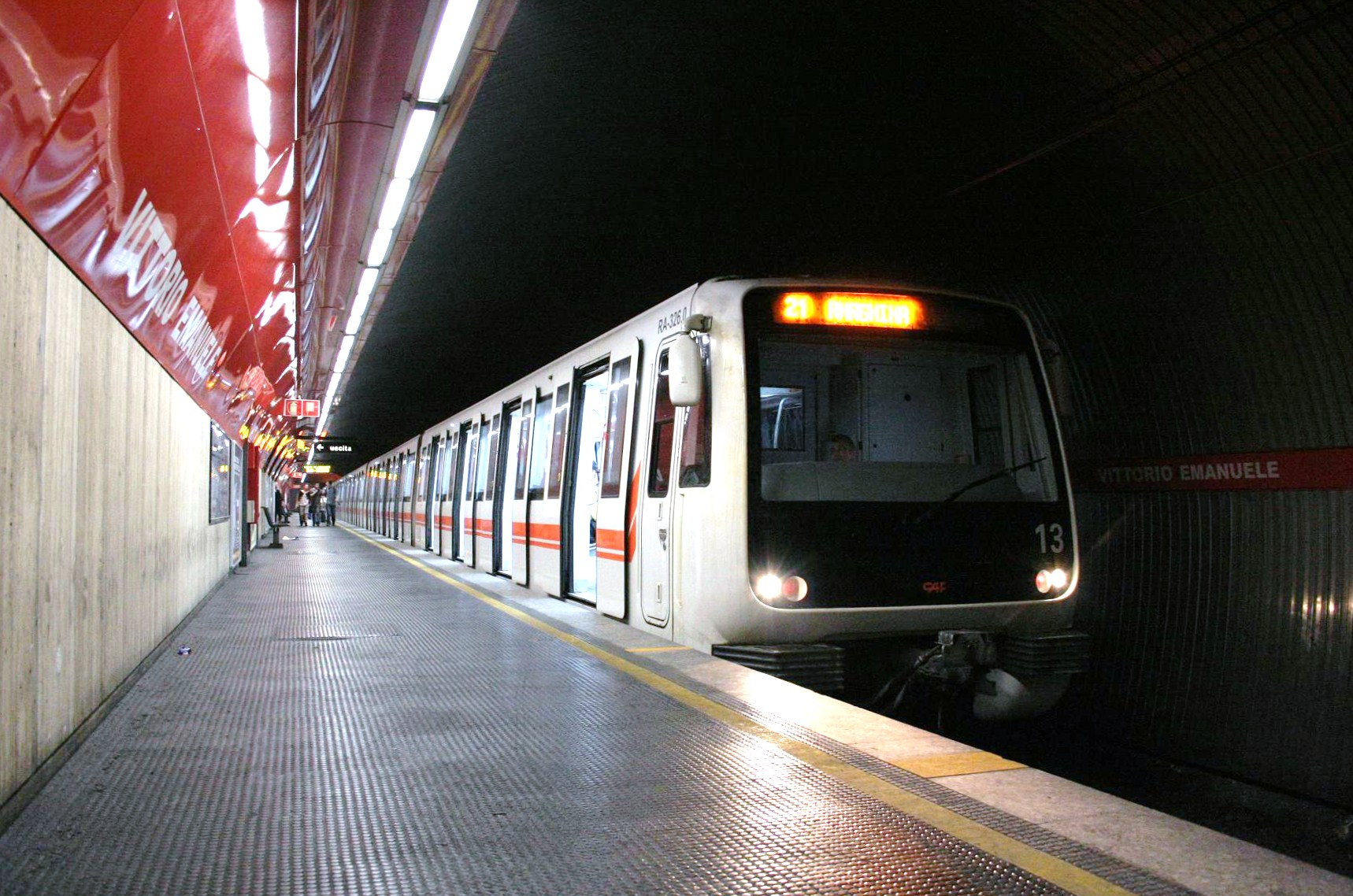
Потяг прибуває на станцію Вітторіо Емануеле

Дати завершення будівництва ділянок: 
- 19 лютого 1980: Оттавіано — Чінечітта
- 11 червня 1980: Чінечітта — Ананьїна
- 29 травня 1999: Оттавіано — Валле Ауреліа
- 1 січня 2000: Валле Ауреліа — Баттістіні